# Liste des titres musicaux numéro un au Royaume-Uni en 1952-1953
Cette page liste les titres classés no 1 des ventes de disques au Royaume-Uni pour les années 1952 et 1953 selon The Official Charts Company.
Les classements hebdomadaires sont issus des UK Singles Chart.

## Classement des singles de 1952
Le tout premier classement officiel des ventes de disques au Royaume-Uni apparaît le 14 novembre 1952. La place de no 1 est occupée par Al Martino avec Here in My Heart qu'il conserve pendant neuf semaines consécutives. Il s'agit par conséquent du seul numéro un de 1952.
Cependant, selon le site Official Charts, la meilleure vente de l'année est réalisée par Vera Lynn avec Auf Wiederseh'n Sweetheart alors qu'elle n'apparaît qu'à la 10e place lors du dévoilement du premier classement officiel le 14 novembre,.

## Classement des singles de 1953
Le crooner américain Frankie Laine est à l'honneur. Il établit le record de longévité d'une chanson en tête du classement avec I Believe qui totalise 18 semaines à la 1re place.
Il classe deux autres titres au sommet: Hey Joe et Answer Me.
À noter que la semaine du 11 décembre Frankie Laine et David Whitfield sont no 1 ex æquo avec leur version d'une même chanson (Answer Me).
| №  | Date         | Artiste                                 | Titre                                         | Référence |
| -- | ------------ | --------------------------------------- | --------------------------------------------- | --------- |
| 1  | 2 janvier    | Al Martino                              | Here in My Heart (en)                         |           |
| 2  | 9 janvier    | Al Martino                              | Here in My Heart (en)                         |           |
| 3  | 16 janvier   | Jo Stafford                             | You Belong to Me                              |           |
| 4  | 23 janvier   | Kay Starr                               | Comes A-Long A-Love                           |           |
| 5  | 30 janvier   | Eddie Fisher                            | Outside of Heaven                             |           |
| 6  | 6 février    | Perry Como                              | Don't Let the Stars Get in Your Eyes          |           |
| 7  | 13 février   | Perry Como                              | Don't Let the Stars Get in Your Eyes          |           |
| 8  | 20 février   | Perry Como                              | Don't Let the Stars Get in Your Eyes          |           |
| 9  | 27 février   | Perry Como                              | Don't Let the Stars Get in Your Eyes          |           |
| 10 | 6 mars       | Perry Como                              | Don't Let the Stars Get in Your Eyes          |           |
| 11 | 13 mars      | Guy Mitchell                            | She Wears Red Feathers                        |           |
| 12 | 20 mars      | Guy Mitchell                            | She Wears Red Feathers                        |           |
| 13 | 27 mars      | Guy Mitchell                            | She Wears Red Feathers                        |           |
| 14 | 3 avril      | Guy Mitchell                            | She Wears Red Feathers                        |           |
| 15 | 10 avril     | The Stargazers (en)                     | Broken Wings                                  |           |
| 16 | 17 avril     | Lita Roza                               | (How Much Is) That Doggie in the Window? (en) |           |
| 17 | 24 avril     | Frankie Laine                           | I Believe                                     |           |
| 18 | 1er mai      | Frankie Laine                           | I Believe                                     |           |
| 19 | 8 mai        | Frankie Laine                           | I Believe                                     |           |
| 20 | 15 mai       | Frankie Laine                           | I Believe                                     |           |
| 21 | 22 mai       | Frankie Laine                           | I Believe                                     |           |
| 22 | 29 mai       | Frankie Laine                           | I Believe                                     |           |
| 23 | 5 juin       | Frankie Laine                           | I Believe                                     |           |
| 24 | 12 juin      | Frankie Laine                           | I Believe                                     |           |
| 25 | 19 juin      | Frankie Laine                           | I Believe                                     |           |
| 26 | 26 juin      | Eddie Fisher                            | I'm Walking Behind You                        |           |
| 27 | 3 juillet    | Frankie Laine                           | I Believe                                     |           |
| 28 | 10 juillet   | Frankie Laine                           | I Believe                                     |           |
| 29 | 17 juillet   | Frankie Laine                           | I Believe                                     |           |
| 30 | 24 juillet   | Frankie Laine                           | I Believe                                     |           |
| 31 | 31 juillet   | Frankie Laine                           | I Believe                                     |           |
| 32 | 7 août       | Frankie Laine                           | I Believe                                     |           |
| 33 | 14 août      | Mantovani                               | The Song from The Moulin Rouge                |           |
| 34 | 21 août      | Frankie Laine                           | I Believe                                     |           |
| 35 | 28 août      | Frankie Laine                           | I Believe                                     |           |
| 36 | 4 septembre  | Frankie Laine                           | I Believe                                     |           |
| 37 | 11 septembre | Guy Mitchell                            | Look at That Girl                             |           |
| 38 | 18 septembre | Guy Mitchell                            | Look at That Girl                             |           |
| 39 | 25 septembre | Guy Mitchell                            | Look at That Girl                             |           |
| 40 | 2 octobre    | Guy Mitchell                            | Look at That Girl                             |           |
| 41 | 9 octobre    | Guy Mitchell                            | Look at That Girl                             |           |
| 42 | 16 octobre   | Guy Mitchell                            | Look at That Girl                             |           |
| 43 | 23 octobre   | Frankie Laine                           | Hey Joe                                       |           |
| 44 | 30 octobre   | Frankie Laine                           | Hey Joe                                       |           |
| 45 | 6 novembre   | David Whitfield (en)                    | Answer Me                                     |           |
| 46 | 13 novembre  | Frankie Laine                           | Answer Me                                     |           |
| 47 | 20 novembre  | Frankie Laine                           | Answer Me                                     |           |
| 48 | 27 novembre  | Frankie Laine                           | Answer Me                                     |           |
| 49 | 4 décembre   | Frankie Laine                           | Answer Me                                     |           |
| 50 | 11 décembre  | Frankie Laine David Whitfield (ex æquo) | Answer Me                                     |           |
| 51 | 18 décembre  | Frankie Laine                           | Answer Me                                     |           |
| 52 | 25 décembre  | Frankie Laine                           | Answer Me                                     |           |

## Meilleure vente de singles de l'année
- 1952 : Vera Lynn - Auf Wiederseh'n Sweetheart[6]

- 1953 : Frankie Laine - I Believe[7]